# Jordan Callahan
Jordan Alexander Callahan (Atlanta, Georgia, 21 de octubre de 1990) es un jugador de baloncesto estadounidense que actualmente se encuentra sin equipo. Con 1,83 metros de estatura, juega en la posición de base.

## Trayectoria deportiva
Jugó durante cuatro temporadas con los Tulane Green Wave y tras no ser elegido en el Draft de la NBA de 2013, debutó como profesional en Polonia, comenzando la temporada con el BC Anwil y acabando en el Kotwica Kolobrzeg del mismo país.
La temporadas siguientes las disputaría en Bélgica, Alemania, Rusia, Polonia, Bulgaria y Holanda respectivamente, convirtiéndose en un trotamundos del baloncesto europeo.
Comienza la temporada 2018-19 con el Donar Groningen y tras jugar 10 encuentros de liga neerlandesa y 6 de Eurocup, el 2 de diciembre de 2018 se confirma su marcha al Peristeri B.C. de la A1 Ethniki, la primera categoría del baloncesto griego.